# Jonathan Nahimana
Jonathan Nahimana (ur. 12 grudnia 1999 w Bużumburze) – burundyjski piłkarz grający na pozycji bramkarza. Od 2020 jest zawodnikiem Namungo FC.

## Kariera klubowa
Swoją karierę piłkarską Nahimana rozpoczął w klubie Vital’O FC. W 2015 roku zadebiutował w jego barwach w burundyjskiej pierwszej lidze. W sezonie 2015/2016 wywalczył z nim mistrzostwo Burundi, a w sezonie 2017/2018 zdobył Puchar Burundi. W latach 2018–2020 grał w tanzańskim KMC FC, a w 2020 przeszedł do innego klubu z tego kraju, Namungo FC.

## Kariera reprezentacyjna
W reprezentacji Burundi Nahimana zadebiutował 11 marca 2017 roku w wygranym 7:0 towarzyskim meczu z Dżibuti, rozegranym w Bużumburze. W 2019 roku został powołany do kadry do na Puchar Narodów Afryki 2019. Wystąpił w nim w trzech meczach grupowych: z Nigerią (0:1), z Madagaskarem (0:1) i z Gwineą (0:2).